# 北柳亭
北柳亭（ほくりゅうてい、生没年不詳）とは、江戸時代の浮世絵師。

## 来歴
師系・経歴不明。北柳亭と号す。北斎系かといわれる。作画期は天保の頃とされ、作に「土瓶と蛇の図」が知られる。